# Сплюшка бліда
Сплюшка бліда (Otus pamelae) — вид совоподібних птахів родини совових (Strigidae). Мешкає на Аравійському півострові. Раніше вважався підвидом африканської сплюшки, однак був визнаний окремим видом.

## Опис
Довжина птаха становить 18 см, вага 62-71 г. Верхня частина тіла світло-коричнювато-сіра, поцяткована нечіткими темними плямами і смугами. На плечах нечітка світла смуга. Нижня частина тіла піщано-коричнева або світло-коричнювато-сіра, легко поцяткована темними плямами. Над очима білі "брови". на голові невеликі пір'яні "вуха". Очі золотисто-жовті, дзьоб сіруватий з темним кінчиком. Лапи оперені, пальці сірувато-коричневі, кігті рожеві з темними кінчиками. Порівняно з африканською сплюшкою, бліді сплюшки мають блідіше забарвлення, плями на грудях і смуги на плечах у них менш виражені. Крик — висока, скрипуча трель «крірр», яка повторюється. Крик блідої сплюшки є більш гучним, різким і з більш протяжними нотами, ніж у африканських сплюшок.

## Поширення і екологія
Бліді сплюшки мешкають в горах Сарават на південному заході Саудівській Аравії, в Ємені і Омані. Можливо, вони також мешкають в горах на півночі Сомалі. Бліді сплюшки живуть в пальмових гаях в напівпустелях і пустелях, в скелястих районах, слабо порослих рослинністю і поблизу населених пунктів. Живляться переважно комахами та іншими безхребетними.

## Збереження
МСОП класифікує цей вид як такий, що не потребує особливих заходів зі збереження. За оцінками дослідників, популяція блідих сплюшок становить приблизно 60 тисяч птахів.